# プリクラポケット
『プリクラポケット』は、アトラスが発売した女の子向けコンピュータゲームのシリーズ。1997年から1998年にかけて3作がゲームボーイ用ソフトとして制作され、そのいずれもゲームジャンルが異なっている。

## シリーズ一覧
プリクラポケット 不完全女子高生マニュアル（1997年10月17日）
コミュニケーションアドベンチャー。街を歩くと発生する様々なイベントをこなしたり、アルバイトで小遣いを貯めたりしながら完全女子高生を目指す。
プリクラポケット2 彼氏改造大作戦（1997年12月19日）
育成シミュレーション。卒業までに彼氏を自分好みに育成する。
プリクラポケット3 タレントデビュー大作戦（1998年12月18日）
バラエティー。落ち物パズルなどのミニゲームの形式をとった「レッスン」をこなしながら、1年間でタレントになることを目指す。